# Хэдли, Артур Твининг
Артур Твининг Хэдли (англ. Arthur Twining Hadley ; 23 апреля 1856, Нью-Хейвен, Коннектикут, США — 6 марта 1930, Кобе, Япония) — американский экономист, 13-й президент Йельского университета в 1899—1921 годах, пятый президент Американской экономической ассоциации в 1898—1899 годах.

## Биография
Артур родился 23 апреля 1856 года в Нью-Хейвене, штат Коннектикут в семье отца профессора филолога при Йельском университете Джеймса Хэдли и матери Энн Лоринг Твининг. Дядя по матери у Артура был учёным и изобретателем Александр Кэтлин Твининг (1801—1884), а дядя по отцу теолог Хэдли, Генри Гамильтон (1826—1864).
В 1868—1872 годах Артур учился в средней школе Хопкинса в Нью-Хейвене.
В 1872—1876 году учился, а в 1876 году закончил Йельский колледж, был членом старейшего братства Дельта Каппа Эпсилон и старейшего тайного общества Череп и кости, получая призы по английскому языку, классической литературе и астрономии. В 1876—1877 годах Артур изучал историю и политологию в Йельском университете, в 1878—1879 годах продолжил обучение истории и политологии у Адольфа Вагнера в Берлинском университете.
В 1879—1883 годах начал преподавательскую деятельность в Йельском университете в качестве тьютора по греческому, латинскому и немецкому языку, в 1883—1886 годах был преподавателем политологии на кафедре У.Самнера, в 1886—1891 годах профессором политологии, в 1891—1899 годах первый профессор по политэкономии, в 1892—1895 годах первый декан Высшей школы Йельского университета, а 1899—1821 годах 13-й президент Йельского университета — первым мирянином, не имеющий священного сана, занимающий эту должность.
В 1886—1887 годах читал лекции в Гарвардском университете по проблемам администрирования железных дорог. В 1902 году читал лекции в Институте Лоуэлла по истории академической свободы.
В 1885—1887 годах был комиссаром Бюро статистики труда Коннектикута, в 1885 году был экспертом по транспорту перед Сенатским комитетом, который составлял Закон о торговле между штатами 1887 года. Написав статью по железной дороге и транспорту, стал одним из редакторов 9 и 10 выпуска Энциклопедии Британника, 3 тома в 1881—1884 годах Энциклопедии политологии, политэкономии и политической истории Соединенных Штатов, журнала «The American Railway» в 1888 году, а в 1887—1889 годах ассоциированный редактор журнала «The Railroad Gazette» и других периодических изданиях.
В 1898—1899 годах пятый президент Американской экономической ассоциации.
В 1905 году назначен попечителем Фонда Карнеги.
В 1907—1908 годах — профессор Теодора Рузвельта американской истории и институтов в Берлинском университете.
В 1909—1910 годах действительный казначей Йельского университета.
В 1913—1930 годах — член совета директоров железнодорожной компании «Нью-Йорк, Нью-Хейвен и Хартфорд».
В 1914 году читал лекции в Оксфордском университете по теме «Институты Соединённых Штатов».
После отставки с поста президента Йельского университета, был выбран директором железнодорожной компании «Atchison, Topeka and Santa Fe Railway».

### Семья
30 июня 1891 года Артур женился на дочери будущего губернатора Коннектикута Лусон Б. Моррис, на Хелен Харрисон Моррис, у них были два сына Моррис и Гамильтон и дочь Лаура.
В ходе кругосветного путешествия со своей женой, посетили Европу, Индию и Китай, а возле Японии Хэдли заболел пневмонией и 6 марта 1930 года умер на корабле. Тело вначале было доставлено в порт Кобе, Япония, а потом в Нью-Хейвен, где был погребён на кладбище Гроув Стрит.

## Основной вклад в науку
Как экономист он впервые стал широко известен благодаря своей работе «Железнодорожные перевозки, её история и законы», изданной в 1885 году. Работа стала стандартом, в котором Хэдли исследовал железнодорожные перевозки и железнодорожные тарифы.
В 1915 году Хэдли выступил за имущественный ценз для молодых политиков. В 1915 году одобрил военные училища, и выступал за военную подготовку для получения учёной степени.